# Metaphidippus emmiltus
Metaphidippus emmiltus är en spindelart som beskrevs av Maddison 1996. Metaphidippus emmiltus ingår i släktet Metaphidippus och familjen hoppspindlar. Inga underarter finns listade i Catalogue of Life.